# Pitzoteyo
Pitzoteyo är en ort i Mexiko.   Den ligger i kommunen Matlapa och delstaten San Luis Potosí, i den sydöstra delen av landet, 220 km norr om huvudstaden Mexico City. Pitzoteyo ligger 113 meter över havet och antalet invånare är 457.
Terrängen runt Pitzoteyo är kuperad söderut, men norrut är den platt. Runt Pitzoteyo är det ganska tätbefolkat, med 179 invånare per kvadratkilometer. Närmaste större samhälle är Tamazunchale, 10,7 km söder om Pitzoteyo. Omgivningarna runt Pitzoteyo är en mosaik av jordbruksmark och naturlig växtlighet.